# 井上貴博 (アナウンサー)
井上 貴博（いのうえ たかひろ、1984年〈昭和59年〉8月7日 - ）は、TBSテレビのアナウンサー。

## 経歴
東京都出身。慶應義塾幼稚舎・慶應義塾普通部・慶應義塾高等学校・慶應義塾大学経済学部経済学科へ進学。普通部時代に軟式野球を始めたが、本人曰く「5年生の時にレベルの高い選手に出会ったことをきっかけに、目標がプロ野球選手から硬式高校野球での甲子園大会出場に変わった」とのことで、慶應義塾高校への進学後に硬式野球部へ在籍。2年時の秋に二塁手としてレギュラーの座を確保すると、3年時に遊撃手へ転向したものの、在学中は春夏とも甲子園大会への出場はならなかった。大学でも野球部でプレーを続けようとしていたが、腰の怪我で断念。部に籍を置き、「学生コーチ」という立場で後輩（慶應義塾高校の硬式野球部員）の指導に携わっていた（詳細後述）。
大学卒業後の2007年、アナウンサーとしてTBSテレビ入社。同期のアナウンサーは杉山真也で、入社してから主に情報・報道番組を担当。2010年1月より『みのもんたの朝ズバッ!』でニュース・取材キャスターを務め、みのもんた不在時には総合司会を代行。
2013年11月、『朝ズバッ!』リニューアルおよび、初代総合司会を務めたみのが降板したことに伴い、2代目総合司会に就任。
2014年3月に『朝ズバッ!』が終了してからも、後番組の『あさチャン!』に出演していたが、2015年3月の番組リニューアルを機に降板。当時後枠で放送されていた『白熱ライブ ビビット』の進行担当へ異動した。
2017年4月から、『Nスタ』平日版の総合司会（メインキャスター）を担当中。TBSテレビ系列で平日の夕方に編成されている報道番組の総合司会を、同局でアナウンス職に専念しているアナウンサーがレギュラーで務める事例は、『Nスタ』での井上が初めてである。
2022年には、キャスターとしての発言や姿勢が橋田文化財団（脚本家の橋田壽賀子が前年に永眠するまで理事を務めていた財団）から高く評価された末に、（他局を含めた）現職のアナウンサーやニュースキャスターからただ1人橋田賞（日本人の心や人の触れ合いを取り上げることによって放送文化に大きく貢献した番組や人物を顕彰する賞）を受賞した。
2021年春の人事異動で、2年後輩の江藤愛と共に、アナウンス職のまま「エキスパート特任職トップスペシャリスト」（アナウンスセンターの課長に相当する役職）へ昇進。
2022年4月からは、『Nスタ』平日版全曜日の総合司会と並行しながら、自身の希望で毎週土曜日の午後に『井上貴博 土曜日の『あ』』（TBSラジオにおける自身初の冠番組）でパーソナリティを務めている。同年12月までは、TBSラジオにおける編成上の事情と相まって、日曜以外の全ての曜日で（『Nスタ』と合わせて）1日に約3時間の生放送を進行していた。その一方で、同年5月17日には、『伝わるチカラ』（およそ30時間にわたるインタビューを基に構成した自身初の著書）がダイヤモンド社から刊行。2023年には、TBSテレビが5月27日から8月5日まで関東ローカルで放送していた『レゴ　マスターズ　JAPAN』（世界18ヶ国で放送中のレゴグループ公認番組『Lego Masters』の日本版に当たる10回シリーズの公開収録番組）で進行役を任されていた。
その一方で、後述する事情から、2023年の1月第1週以降は『Nスタ』への出演体制が頻繁に変わっている。同年の3月第4週までは、レギュラーの出演日を週4日（月 - 木曜日）に限定。後輩アナウンサーの日比麻音子が、月・火曜日のニュースプレゼンター（2021年10月から担当）と並行しながら、金曜分の総合司会を「金曜キャスター」という肩書で引き継いでいた。2023年3月27日（月曜日）からの『Nスタ』平日版リニューアルを機に、日比が月・火・金曜日のメインキャスターへ昇格したことに伴って、自身の担当曜日を水 - 金曜日に変更。水・木曜日にはホラン、金曜日には日比とのコンビで進行していた。2024年の3月第4週（25日）からは、金曜分への出演を終える一方で、月・火曜日のメインキャスターに復帰。（日比がメインキャスターを単独で続ける）金曜日以外の平日に、ホランと再びコンビを組んでいる。
2024年1月1日には、能登半島地震が16:10頃に発生したことを受けて、18:00から日比とのコンビで『JNN報道特別番組』を22:00まで急遽担当した。さらに、1月の上旬には、震源に近い能登半島（石川県）での取材を日比・南波雅俊（『Nスタ』の一部曜日でニュースプレゼンターを務める後輩アナウンサー）と分担。JNN・JRNの加盟局から優秀なアナウンサーを毎年表彰するアノンシスト賞では、取材期間中に能登半島からの生中継を通じて『Nスタ』で伝えたリポートの内容が2023年度（第49回）の全国審査で高く評価された末に、「テレビ　フリートーク部門」の最優秀賞と「グランダ・プレミオ」（テレビ・ラジオを通じた全部門における大賞）を同時に受賞した。

## 人物・エピソード
身長は179cm。本来は右利きだが、「右脳を鍛える」という目的で、食事の際には箸やフォークを左手で持つようにしているという。
特技は、寝起きの良さ、早歩き、子どもと仲良くなること。好きな色は、白、赤、ピンク。座右の銘は、「未完成だから、夢がある」。両親が兵庫県の出身であるため、関西地方への在住経験がないにもかかわらず、自身も関西弁を少しだけ話せる。
『Nスタ』のメインキャスターへ就任してからは、テレビ番組の常套句（「速報」「このあとすぐ」など）を放送中に使わない一方で、2020年頃からは自分の意見を可能な限り明言するスタンスを打ち出している。2022年に第30回橋田賞を受賞したのは、このようなスタンスに沿った進行や発言が、「コロナ禍で不安が広がる状況にあって、さわやかで知的なイメージを持ちつつも、正直で熱い口調で切り込む姿が多くの視聴者の共感を得た」と評価されたことによる。
3人きょうだいの末っ子で、12歳上の姉と9歳上の兄がいる。本人によれば、「家族会議が（きょうだいにとっての）就職活動のようなもので、学生時代に野球で活躍しても、末っ子ゆえに家族の前ではなかなか言えなかった。そのことに対する悔しさから、『末っ子でも子どもとして扱われたくない』『10歳以上離れている姉に勝たなければダメ（自分の真価を家族に認めてもらえない）』という意識が芽生えた」とのことである。このような意識は「仕事は基本として（自分で動いた末に）勝ち取るもの」という積極的な姿勢につながっていて、TBSテレビへの入社後は、『みのもんたの朝ズバッ!』担当プロデューサーへの直訴がきっかけで同番組へのレギュラー出演が実現。TBSテレビへの入社16年目に当たる2022年の4月からTBSラジオで担当している『井上貴博　土曜日の『あ』』でも、「テレビで出ている自分の人間性は3割ぐらいなので、ここで（ラジオの生放送番組のメインパーソナリティを初めて）やらないと喋り手としての成長はない」という決意のもと、企画書の作成やタイトルロゴのデザイン、テーマソング作りなどにも関っている。もっとも、『朝ズバッ!』では前述した事情で総合司会に急遽起用されながら、担当の開始から5ヶ月後に番組自体が終了。本人曰く「番組の終了をプロデューサーから通告された瞬間、『アナウンサー生活が終わった』と本気で思った」とのことで、通告から1年ほど後までの出来事をはっきりと思い出せないほど強いショックを受けたが、かねてから抱いていた「日本一の司会者になる」という目標が確固たるものになったという。
2022年12月まで平日の全曜日にわたっていた『Nスタ』へのレギュラー出演日を、2023年1月から週3 - 4日にまで減らしているのは、「自分も番組（『Nスタ』）もさらに高みを目指すために、番組側・会社（TBSテレビ）側とも話し合いを重ねた結果」とのことである。本人によれば、「（2023年の1月から2024年の3月中旬までは）月・火曜日を他の社業や社外活動に充てられていたので、今までできなかった仕事に取り組めたほか、社外との接点を持てるようになった。さらに、『局アナ』（TBSテレビのアナウンサー）としてもっとやるべきことや、変えるべきことがあることに気付かされた」という。その一方で、（テレビ東京を除く）他の在京民放テレビ局が全国ニュースを内包しながら平日の夕方に編成している報道番組では、2024年に入ってからメインキャスターの顔触れをこぞって一新。このように『Nスタ』の平日版を取り巻く状況が大きく変わったことも相まって、「『汚い生放送』を目指しながら、少しずつでも、遠回りしてでも、テレビの報道（のあり方）を（内側から）変えていきたい」という意気込みの下に、同年の4月改編からホランとのコンビによる週4日（月 - 木曜日）のレギュラー出演を再開している。

## 現在の出演番組

### テレビ
- Nスタ
  - 藤森祥平不在時の代理[注 4]（2012年7月23日 - 8月10日）
  - 平日版メインキャスター（2017年4月3日 - ）
    - 月 - 金曜日：2017年4月3日 - 2022年12月28日／
    - 月 - 木曜日：2023年1月4日 - 2023年3月23日／2024年3月25日 -
    - 水 - 金曜日：2023年3月29日 - 2024年3月22日

### ラジオ
- 井上貴博 土曜日の『あ』（2022年4月2日 - ）- メインパーソナリティ

## 過去の出演番組

### テレビ
- はなまるマーケット
  - 水曜コーナー「はなまるブームラボ!」（2007年10月 - 2008年3月）
  - はなまるニュース（2010年10月22日） - 秋沢淳子不在時の代理
- イブニング・ファイブ - リポーター（月曜）
- 総力報道!THE　NEWS（2009年3月 - 2010年3月） - リポーター（不定期）
- 早ズバッ!ナマたまご（2010年1月4日 - 2013年9月27日） - ニュース担当
- みのもんたの朝ズバッ! → 朝ズバッ!（2010年1月4日 - 2014年3月28日）
みのもんたが総合司会を務めていた時期には、「朝刊ミノがしません!けさ単」のコーナーやサブキャスターなどを担当。総合司会を引き継いだ2013年11月4日以降も、公式サイトでは「ニュース・取材キャスター」として紹介されていた。
- あさチャン!（2014年3月31日 - 2015年3月27日）
- Oh!ベイスターズ2016[注 5]（2016年4月2日未明（1日深夜） - 10月1日未明（9月30日深夜）） - 司会
- 白熱ライブ ビビット（2015年3月30日 - 2017年3月31日） - 進行役
- JNNイブニング（TBSニュースバード、2008年4月 - 2009年3月） - キャスター（木曜）
- 2007年世界陸上選手権 たすきリレー（2007年7月16日 - 8月24日・9月5日）
同期の杉山真也、先輩の岡村仁美と神田明神にたすきを奉納した。
- ママアナのデジ@缶（2007年9月16日）
- JNNイブニング・ニュース（2009年1月1日） - 三雲孝江・藤森祥平・小倉弘子の年始休暇に伴う代理
- ひるおび
  - 2009年8月5日・7日：『ひるおび!THE NEWS』
  - 2010年7月5日：『ひるおび!JNNニュース』
    - いずれも、伊藤隆太（本来のキャスター） に代わって担当。

  - 2023年8月18日（金曜日）

第105回全国高等学校野球選手権記念大会の開催に合わせて、土井敏之（先輩のスポーツアナウンサー）の進行による「変わる『令和の甲子園』」という特集が午後枠に組まれたことから、「（準々決勝への進出を前々日に決めていた）慶應義塾高校硬式野球部のOB」という立場で『Nスタ』の本番前にスタジオへ出演。高校球児の髪型の変遷も取り上げていた[24]関係で、解説用のパネルには部員時代の長髪の写真が組み込まれていた。
  - 2023年8月24日（木曜日）

慶應義塾高校の硬式野球部が前日（8月23日）の第105回全国高等学校野球選手権記念大会決勝で107年振り2度目の優勝を成し遂げたことを踏まえて、この大会を総括する特集（同校バスケットボール部のOBでもある先輩アナウンサーの赤荻歩が進行）が午後枠に組まれたことから、前週（上記の18日放送分）に続いて『Nスタ』の本番前に午後枠へ出演。優勝した喜びや準優勝校（前年の第104回大会で「東北勢としての甲子園大会初優勝」を実現させていた仙台育英高校）への敬意を表す[25]一方で、大会を通じて対戦校の守備イニング中における慶應義塾関係者からの大声援がSNSなどで波紋を呼んでいたことを背景に、高校野球の応援をめぐる私見や課題などを語っていた[26]。
- THE NEWS（2009年8月22日昼・夕方[注 6]） - 昼枠は向井政生の夏季休暇に伴う代理として担当
- THE NEWS（2010年1月1日夕方[注 7]） - 吉川美代子と共にキャスターを務める
- THE NEWS（2010年2月7日夕方[注 8]） - 杉山真也の冬季休暇に伴う代理
- 爆笑!明石家さんまのご長寿グランプリ2016（2016年12月29日） - 進行
- サンデージャポン
  - 2021年2月7日

総合司会の1人である 田中裕二（爆笑問題）の病気療養に伴って、田中のポジションで出演。
  - 2023年8月27日

慶應義塾高校硬式野球部の第105回全国高等学校野球選手権記念大会優勝に関する話題を扱うことに加えて、前日に生放送の『土曜日の「あ」』で号泣しながらこの話題で熱弁を振るっていたこと[注 9]を背景に、前述した『ひるおび』と同様にゲストで出演[27]。
- ミント!（毎日放送）
放送期間中（2019年4月1日 - 2021年3月5日）に『Nスタ』平日版からJNNニュースパートを内包していた関係で、最終回の『Nスタ』内包前に、MCの大吉洋平（毎日放送アナウンサー）とリモート方式・事前収録で対談した特別企画「コロナの伝え方」を関西ローカルパートで放送。「普段は公の場で披露していない」という関西弁を話す一幕もあった。
- オールスター感謝祭2023春（2023年4月8日） 
メインキャスターが日比・ホランとの3人体制へ移行した『Nスタ』平日版のリニューアルを記念して、『2020秋』以来3年半振りに復活した「赤坂5丁目ミニマラソン」へ日比と揃って初出場。マラソンは『感謝祭』内での生中継を兼ねて21時台の前半に開催されたが、2人とも出場の前（当日の午後）に生放送のレギュラー番組（自身はラジオで『土曜日の『あ』』・日比はテレビで『王様のブランチ』）を担当していた。
- レゴ　マスターズ　JAPAN（2023年5月27日 - 8月5日、毎週土曜日16:30 - 17:00） - 進行[15]
- 土曜☆ブレイク『直撃記者＃お話聞かせてもらっていいですか?』（2023年8月5日）
  - みちょぱ（池田美優）が初めてMCを務めた「報道番組」で、現役（『Nスタ』）のニュースキャスターとして進行を担当。

### テレビドラマ
- 日本沈没-希望のひと- 第3話（2021年10月24日）
- マイファミリー 第1話（2022年4月10日） - 本人役

### ラジオ番組
- 安住紳一郎の日曜天国（2011年11月14日・2012年5月6日） - 「さばいてにち10」を、本来担当している外山恵理に代わって進行。
- ジェーン・スー 相談は踊る（2015年7月11日・12月26日） - 代行MC
- ジェーン・スー 生活は踊る（2016年4月12日 - 2017年3月28日） - 火曜パートナー　降板後も担当することあり(2020年８月５日、2023年5月30日)
- 赤江珠緒 たまむすび（2017年1月10日）火曜日パートナー・山里亮太欠席時の代理（13時台のみ）

## 著書
- 『伝わるチカラ 「伝える」の先にある「伝わる」ということ』（ダイヤモンド社、2022年5月17日初版刊行、ISBN 978-4478115350）

## 受賞歴
- 第30回橋田賞（2022年）[28]
- 第49回（2023年度）アノンシスト賞「グランダ・プレミオ」（大賞） 
  - 「テレビ　フリートーク部門」の最優秀賞と合わせて受賞[18]。井上がアノンシスト賞で表彰されたことは第49回が初めてで、TBSテレビの現職アナウンサーが「グランダ・プレミオ」に選ばれたことは、第47回（2021年度）の新夕悦男（先輩のスポーツアナウンサーで「テレビ　スポーツ実況部門」最優秀賞と同時に受賞）以来である。